# Rolls-Royce Deutschland
Rolls-Royce Deutschland è una sussidiaria di motori aeronautici della Rolls-Royce plc con sede a Dahlewitz vicino a Berlino e Motorenfabrik Oberursel a Oberursel (Taunus) vicino a Francoforte sul Meno. Fu già BMW Rolls-Royce (BRR), joint venture tra BMW e Rolls-Royce nata nel 1990 per produrre i motori BR700.
Rolls-Royce prese il controllo completo della società nel 2000, rinominando la società Rolls-Royce Deutschland. I motori Rolls-Royce BR700 turbofan vennero prodotti ancora successivamente e anche il motore Europrop TP400 per l'Airbus A400M.
Rolls-Royce Deutschland è stata coinvolta nella produzione del Tay, dello Spey e nel IAE V2500 oltre che nel Dart turboprop.